# Парономазия
Паронома́зия, паронома́сия (др.-греч. παρονομασία [paronomasía] от παρά «вне» + ὀνομάζω «названного») или анномина́ция — стилистическая фигура речи, образное сближение схожих по звучанию слов при частичном совпадении морфемного состава. Используется в речи каламбурно.
Паронимы — созвучные разнокоренные слова, разные по значению: если смешение паронимов — грубая лексическая ошибка, то преднамеренное употребление двух слов-паронимов в одном предложении представляет собой стилистическую фигуру.
Парономазия — бинарная фигура стилистики, поскольку в ней принимают участие оба паронима.

## Примеры парономазии
- «Муж по дрова, а жена со двора».
- «Что же ты не подтягиваешь, да и не потягиваешь?» (A. C. Пушкин. «Борис Годунов»).
- «Нечего их ни жалеть, ни жаловать!» (A. C. Пушкин. «Капитанская дочка». Глава XI).

## В древнекитайском языке
Парономазия широко используется как риторический приём в древнекитайской литературе. Его соотносят с принципом иероглифической передачи слов: расширяющийся и модифицирующийся лексикон диктовал вариации в использовании имеющихся графических знаков. Последующая стандартизация иероглифики вытеснила многие примеры парономазии из доимперских текстов (см. Китайское письмо).
Анализ парономазии в древнекитайском языке является сложной проблемой, поскольку не всегда ясно, идёт ли речь о художественном каламбуре или о языковом стандарте (道 — путь/говорить; 樂 — музыка/радость). Вариативность в иероглифической передаче усугубляет сложность анализа (радость 樂 yuè может записываться как 悦 yuè; взаимозаменяемы, напр. 是/氏, 魚/吾): зачастую трудно различить, имеется ли в виду лексическая парономазия или просто графическая вариативность в передаче одного и того же слова (напр. 冬 зима / 終 кончина, смерть). Причиной такой необычайной распространённости парономазии стал моносиллабизм древнекитайского языка.
Помимо знаменитой открывающей фразы из «Дао дэ цзина» (道可道，非常道。名可名，非常名。), классическим примером парономазии является высказывание Конфуция 觚不觚，觚哉！觚哉！(Лунь юй, 6.25). Его интерпретация остаётся спорной, поскольку 觚 gū обозначает как сосуд для вина, так и «угол».